# Trịnh Công Sơn
Trịnh Công Sơn (28 février 1939 – 1er avril 2001) est un compositeur de chansons et artiste-peintre vietnamien profondément pacifiste, surnommé le "Bob Dylan vietnamien" par Trần Văn Dĩnh. Il est l'auteur de plus de 600 chansons.
Ses chansons contre la guerre eurent un immense succès pendant la guerre du Viêt Nam mais elles étaient interdites au sud du pays dans la République du Vietnam de Ngo Dinh Diem. Cette interdiction se prolonge partiellement sous le régime communiste, car le Front national pour la libération du Sud-Vietnam (FNL) n'a pas apprécié qu'il parle de "guerre civile" dans sa chanson Gia tai cua me. Le FNL considère en effet la guerre du Viêt Nam comme une guerre contre les forces armées étrangères et pour la réunification du pays. D'après la BBC, il dut après 1975 travailler pendant un temps à la campagne dans des champs pas encore déminés, mais ses amis les plus proches (dont Bui Duc Lac) démentent cette information. 

## Biographie
Originaire de Hué, il a étudié au Lycée Jean-Jacques Rousseau (anciennement Chasseloup Laubat, aujourd'hui le célèbre lycée Le Quy Don) à Saïgon. Il a ensuite fait trois années d'études supérieures de philosophie à Qui Nhon (1962-1964). Refusant de rejoindre les forces armées, il s'enfuit dans la campagne pour devenir enseignant. A 26 ans (en 1964), il s'est marié avec une danseuse d'origine chinoise (Thanh Thuy) avant de s'échapper la nuit du mariage.
Il a fait découvrir de grandes chanteuses vietnamiennes qui ont successivement interprété ses chansons. Elles ont d'abord été interprétées par Khanh Ly, puis notamment par Hong Nhung, qui est restée une grande amie jusqu'à la fin de ses jours.